# Nježić
Nježić je naselje u Republici Hrvatskoj u Požeško-slavonskoj županiji, u sastavu općine Velika.

## Zemljopis
Nježić je smješten oko 16 km zapadno od Velike,  susjedna naselja su Kamenski Šeovci na sjeveru, Vranić na zapadu, Klisa na istoku i Markovac na jugu.

## Stanovništvo
Prema popisu stanovništva iz 2001. godine Nježić je imao 6 stanovnika, dok je prema popisu stanovništva iz 1991. godine imao 23 stanovnika.
| broj stanovnika | 44    | 63    | 50    | 67    | 78    | 102   | 92    | 101   | 63    | 62    | 69    | 49    | 29    | 23    | 6     | 1     | 1     |
|                 | 1857. | 1869. | 1880. | 1890. | 1900. | 1910. | 1921. | 1931. | 1948. | 1953. | 1961. | 1971. | 1981. | 1991. | 2001. | 2011. | 2021. |